# David Barbarash
David Barbarash var den amerikanske pressekontakt for Animal Liberation Front mellem 2000 og 2003. ALF's pressekontakt i Storbritannien er Robin Webb.
Barbarash blev i 1998 af Royal Canadian Mounted Police (RCMP) anklaget for 22 lovovertrædelser efter folk som arbejdede i pels- eller jagtindustrien modtog breve indeholdende barberblade. Anklagerne blev henlagt efter RCMP nægtede at følge dommerens anmodning om at åbenbare detaljer vedrørende undersøgelsen.
Barbarashs hjem i Courtenay, Canada blev ransaget 30. juli 2002 efter ønske fra FBI, som betragter ALF som som en terroristorganisation. Materialer som blev fjernet under denne ransagning blev sendt tilbage til Barbarash før FBI modtog det, da en dommer underkendte ransagningskendelsen, da hun mente at meget af begrundelsen havde været baseret på rygter.
Han har eller har haft forbindelser til Anti-Racist Action, Anti-Fascist Militia, Militant Direct Action Task Force, Justice Department og Earth First!.